# Kleinpaschleben
Kleinpaschleben is een plaats en voormalige gemeente in de Duitse deelstaat Saksen-Anhalt, en maakt deel uit van de Landkreis Anhalt-Bitterfeld.
Kleinpaschleben telt 987 inwoners.